# Dąbrówka Duża (gromada)
Dąbrówka Duża – dawna gromada, czyli najmniejsza jednostka podziału terytorialnego Polskiej Rzeczypospolitej Ludowej w latach 1954–1972.
Gromady, z gromadzkimi radami narodowymi (GRN) jako organami władzy najniższego stopnia na wsi, funkcjonowały od reformy reorganizującej administrację wiejską przeprowadzonej jesienią 1954 do momentu ich zniesienia z dniem 1 stycznia 1973, tym samym wypierając organizację gminną w latach 1954–1972.
Gromadę Dąbrówka Duża siedzibą GRN w Dąbrówce Dużej utworzono – jako jedną z 8759 gromad na obszarze Polski – w powiecie brzezińskim w woj. łódzkim, na mocy uchwały nr 29/54 WRN w Łodzi z dnia 4 października 1954. W skład jednostki weszły obszary dotychczasowych gromad Dąbrówka Duża i Dąbrówka Mała ze zniesionej gminy Niesułków, obszary dotychczasowych gromad Grzmiąca i Tadzin (z wyłączeniem wsi Szymaniszki) ze zniesionej gminy Lipiny oraz obszar dotychczasowej gromady Syberia (z wyłączeniem wsi Henryków i wsi Żabieniec) wraz z wsią Marianów Kołacki z dotychczasowej gromady Bielanki ze zniesionej gminy Rogów, w tymże powiecie. Dla gromady ustalono 13 członków gromadzkiej rady narodowej.
31 grudnia 1959 do gromady Dąbrówka Duża przyłączono wieś i kolonię Bielanki, wieś Żabieniec i przysiółek Jabłonów ze zniesionej gromady Wola Cyrusowa.
Gromada przetrwała do końca 1972 roku, czyli do kolejnej reformy gminnej.